# Jefthon
Jefthon Ferreira de Sena, meglio noto come Jefthon (Itabuna, 3 gennaio 1982), è un ex calciatore brasiliano, di ruolo difensore.